# Перкович, Маргарита
Маргари́та Перко́вич Альда́бе (исп. Margarita Percovich Aldabe; род. 21 января 1941) — уругвайская политическая деятельница и правозащитница хорватского происхождения.

## Биография
Изучала философию в коллеже, затем окончила факультет искусств Республиканского университета, позднее работала там же ответственным секретарём факультета.
С 1971 года участвовала в работе различных левых политических групп, входила в разные организации, оппозиционные к установившейся в стране военной диктатуре. Принадлежит к числу основателей левой политической коалиции Широкий фронт, возглавляя в её составе фракцию Артигистское движение (исп. Vertiente Artiguista). Кроме того, в 1984 году выступила основательницей правозащитной организации Совещание женщин Уругвая (исп. Plenario de Mujeres del Uruguay), а годом позже стала одним из соучредителей Национальной коалиции женщин Уругвая (исп. Concertación Nacional de Mujeres del Uruguay).
В 1990 г. была избрана в Парламент Уругвая, однако отказалась от мандата, выбрав вместо этого депутатскую работу в палате представителей регионального парламента департамента Монтевидео. Вновь была избрана в палату представителей национального Парламента в 2000 году и после пятилетней работы была переизбрана на выборах 2005 года, однако в марте того же года заняла место в верхней палате национального Парламента — Сенате в связи с назначением сенатора Мариано Араны на министерский пост, и оставалась сенатором Уругвая в течение всей каденции (2005—2010).
Среди наиболее известных законопроектов, с которыми связано имя Маргариты Перкович, — легализация однополых браков в стране. Над этим проектом Перкович начала работать в 2005 году, в 2006 году уругвайский Сенат утвердил предложенный ею закон о «союзе совместного проживания» (исп. Unión Concubinaria), предоставивший однополым парам набор прав, практически идентичный правам разнополых пар (но при условии пятилетнего совместного проживания перед заключением союза). В 2007 году закон был принят Палатой представителей и подписан президентом Табаре Васкесом, вступив в силу 1 января 2008 года. Комментируя принятие закона, Перкович отметила, что он не влияет на право усыновления геями или лесбиянками, поскольку такое право изначально принадлежит взрослому гражданину независимо от сексуальной ориентации. В 2009 году, однако, был принят дополнительный закон, позволяющий парам, состоящим в «союзе совместного проживания» не менее четырёх лет (в том числе и однополым), совместное усыновление обоими партнёрами; Маргарита Перкович заявила по этому поводу, что законодатели принимали закон «ради равноправия детей, не думая о сексуальной жизни усыновителей». Вскоре после принятия этого закона Перкович выступила с заявлением о том, что теперь пришло время полностью уравнять брачные права для разнополых и однополых пар, и после выборов 2010 года коалиция «Широкий фронт» обязуется это сделать, — и закон об однополых браках действительно был принят уругвайским парламентом по инициативе Широкого фронта.
Маргарита Перкович замужем, имеет двух дочерей и внука.

## Комментарии
1. ↑  По-хорватски ударение падает на первый слог: Пе́ркович.